# Peter Biegelbauer
Peter S. Biegelbauer (* 1966 in Wien) ist ein österreichischer Politikwissenschaftler und am Austrian Institute of Technology als Senior Scientist sowie an der Universität Wien und der FH Campus Wien als Lektor in den Bereichen Politikfeldanalyse, Vergleichende Politikwissenschaft, gesellschaftliche Auswirkungen neuer Technologien, sozialwissenschaftliche Methoden und Demokratieforschung tätig.

## Beruflicher Werdegang
Peter Biegelbauer studierte Politikwissenschaft an der Universität Wien und am Massachusetts Institute of Technology (MIT). Von 1998 bis 2011 arbeitete er am Sozial- und Wirtschaftsforschungsinstitut Institut für Höhere Studien (IHS), zuvor am Interdisziplinären Forschungszentrum Sozialwissenschaften (IFS), beide in Wien. Er unterrichtete an der Universität Wien, Universität Innsbruck, Universität Salzburg, an der FH Campus Wien, am Institut für Höhere Studien, an der Verwaltungsakademie des Bundes und am Austrian Institute of Technology. 2006 war er Gastprofessor an der Karls-Universität in Prag. Er war von 2010 bis 2014 geschäftsführender Herausgeber der Österreichischen Zeitschrift für Politikwissenschaft und ist seit 2012 einer der Sprecher der Sektion Politik und Verwaltung der Österreichischen Gesellschaft für Politikwissenschaft. 2013 habilitierte sich Peter Biegelbauer an der Universität Innsbruck. Von 2015 bis 2017 war er Co-Editor des Journals European Policy Analysis. Peter Biegelbauer ist Mitglied verschiedener Aufsichtsräte, Beiräte und Kommissionen in mehreren europäischen Ländern.

## Werk
Ein zentraler Bereich der Arbeit von Peter Biegelbauer beschäftigt sich mit der Frage wie Politik entsteht und gestaltet wird. Von ihm durchgeführte Studien setzen sich dabei mit allen Phasen der Politikentstehung auseinander, von Agenda Setting, über Entscheidungsfindung, Implementation bis zur Evaluation. Zahlreiche Arbeiten beschäftigen sich dabei mit dem Bereich der Wissenschafts-, Technologie- und Innovationspolitik. Andere Studien analysieren Aspekte der Verkehrspolitik, Arbeitsmarktpolitik, Stadtplanung, Energiepolitik und Gesundheitspolitik. Aspekte der ökologischen, ökonomischen und sozialen Nachhaltigkeit spielen dabei meist eine wesentliche Rolle.
Viele dieser Arbeiten beschäftigen sich mit dem Zusammenspiel zwischen Politik und Verwaltung. Peter Biegelbauer hält die Rolle der öffentlichen Verwaltung für unterschätzt, insbesondere in der Politikwissenschaft, aber auch in der öffentlichen Diskussion. Dementsprechend setzt sich seine als Buch herausgegebene Habilitationsschrift „Wie lernt die Politik?“ mit dem Thema Lernen in Politik und Verwaltung auseinander.
Neben dem Buch befassen sich auch mehrere Artikel einerseits mit der Fragestellung, wie in der Politik gelernt wird und andererseits, wie Lernen in der Politik unterstützt werden kann. In verschiedenen Studien hat sich Peter Biegelbauer dazu mit Instrumenten wie Impact Assessment, Wirkungsfolgenabschätzung, Monitoring, Evaluation und Experimenten beschäftigt. In vielen dieser Arbeiten werden diese Methoden auch zur Lösung konkreter Probleme eingesetzt.
Ein Bereich ist in diesem Zusammenhang die Frage nach den gesellschaftlichen Auswirkungen neuer Technologien. Hier hat sich Biegelbauer zuerst mit Themen der Biotechnologie und später mit Künstlicher Intelligenz (KI) auseinandergesetzt. Das Thema Künstliche Intelligenz hält er aufgrund der raschen Verbreitung von Maschinenlernen bzw. Big Data Anwendungen zur algorithmischen Entscheidungsfindungsunterstützung, auch in niederschwelliger Form wie etwa in Smartphone-Apps, für besonders drängend. Hier interessieren ihn Problemstellungen aus dem Bereich der Ethik, etwa im Hinblick auf Datenschutz, Transparenz und der Nachvollziehbarkeit von Entscheidungen, die Auswirkungen von KI auf die Demokratie und die Versuche KI zu regulieren.
KI ist auch ein Fokus des von Peter Biegelbauer geleiteten internationalen Forschungsprojekts Co-Change (2020–2023). Dort beschäftigen sich acht Forschungsgruppen in sechs europäischen Ländern mit dem Thema Verantwortung in Forschung und Innovation. Dabei wurde auch das AIT AI Ethics Lab gegründet, in dem sich Sozialwissenschaftler und Computerwissenschaftler mit Ethik im Bereich Künstliche Intelligenz auseinandersetzen.
Das Thema Partizipation und Demokratie durchzieht viele der Arbeiten in den vorher genannten Bereichen. Beispiele dafür kommen aus den Bereichen Forschung, Technologie und Innovation, Energie und der Verbreitung neuer Technologien. Einerseits geht es dabei um die Analyse politischer Prozesse im Hinblick auf die Frage, wie demokratisch sie sind. Andererseits werden Möglichkeiten demokratischer Politik aufgezeigt.

## Publikationen (Auswahl)
- zusammen mit Sandro Kapeller: "How (Not) to Solve Local Conflicts Around Alternative Energy Production: Six Cases of Siting Decisions of Austrian Wind Power Parks", Utilities Policy, Vol. 65, August 2020, doi:10.1016/j.jup.2020.101062
- zusammen mit Etienne Vignola-Gagné E.: Translational Research. In: Elias Carayannis, David Campbell (Hrsg.): Encyclopedia of Creativity, Invention, Innovation and Entrepreneurship. Online version. Springer, New York, NY, 2019
- Innovation Policy Coordination. In: Elias Carayannis, David Campbell (Hrsg.): Encyclopedia of Creativity, Invention, Innovation and Entrepreneurship. Online version. Springer, New York, NY, 2019
- „Der Fall Hypo Alpe Adria: Wie können wir aus Fehlern lernen?“, in: Österreichische Zeitschrift für Politikwissenschaft, Vol 44(2), 2015, S. 105–109, 2015, doi:10.15203/ozp.976.vol44iss2
- zusammen mit Raoul Kneucker: “Die öffentliche Verwaltung – 20 Jahre nach 1994”, In: Andreas Maurer/Heinrich Neisser/Johannes Pollak (Hrsg.): 20 Jahre Mitgliedschaft EU: Erwartungen und Erfahrungen, WUV Universitätsverlag, 2015, S. 219–234
- zusammen mit: Etienne Vignola-Gagné und Daniel Lehner: “Translational research: entrepreneurship, advocacy and programmatic work in the governance of biomedical innovation”, In: Susana Borrás/Edler Jakob (Hrsg.): The Governance of Socio-Technical Systems: Explaining Change, Edward Elgar Publishing, 2014, S. 132–158
- zusammen mit Etienne Vignola-Gagné: Translational Research. In: Elias G. Carayannis, David Campbell: Encyclopedia of Creativity, Invention, Innovation, and Entrepreneurship. Springer, New York, 2013, S. 1834–1843,
- “Becoming More Resilient in Crisis Situations: Innovations for Democratic Systems”, in: Gaia, Vol 22(3), 2013, S. 206–208
- zusammen mit Erich Griessler: “What a Difference a p(TA) Makes: Policy-Makers, Experts and the Public in Decision-Making on Risky Technologies”, in: Technikfolgenabschätzung: Theorie und Praxis, Vol 21(3), 2012, S. 54–57
- zusammen mit Theresa Hunger, Petra Schnell-Inderst, Bärbel Hüsing, Etienne Vignola-Gagné und Uwe Siebert: Structures for the Role of Health Technology Assessment in Translational Research, in: Value in Health, Vol 14(7), 2011, S. A362
- „Wien, Warum zwischen Verwaltung und Politik das Misstrauen wächst“, in: Die Presse, 04/10/2011, S. 27
- „Learning from Abroad: The Austrian Competence Centre Programme Kplus“, in: Science and Public Policy, Vol 34 (9), 2007, S. 606–618, doi:10.3152/030234207X264926
- Ein neuer Blick auf politisches Handeln: Politik-Lernansätze im Vergleich. In: Österreichische Zeitschrift für Politikwissenschaft, Vol 36(3), 2007, S. 231–247,
- zusammen mit Erich Griessler und Margit Leuthold: The Impact of Foreign Direct Investment on the Knowledge Base of Central and Eastern European Countries. In: Theory of Science, Vol 27(1), 2005, S. 37-69,
- Interessenvermittlung unter den Bedingungen der europäischen Integration: die Erstellung nationaler Positionen zum 5. Forschungsrahmenprogramm der EU in Österreich, den Niederlanden und Schweden. In: Österreichische Zeitschrift für Politikwissenschaft, Vol 33(2), 2004, S. 137–156,
- 130 Years of Catching Up With the West: A Comparative Perspective on Hungarian Industry, Science and Technology Policy-Making Since Industrialization, 2000, Ashgate Publishing, Aldershot, United Kingdom
- Mission Impossible: The Governance of European Science and Technology, in: Science Studies, Helsinki, Finland, Vol 11(2), 1998, S. 20–40
- Forschungs- und Technologiepolitik in Slowenien und Ungarn, in: Wirtschaftspolitische Blätter, Austria, Vol 45, 1998, S. 399–407
- To Be Innovative or Not to Be - Innovative Behavior of Austrian Companies, in: Wirtschaftspolitische Blätter, Austria, Vol 44, 1997, S. 517–527
- Die Politische Ökonomie der US-Massenmedien, in: Kritische Geographie, Vienna, 4/1994, pp.99-106